# Lockheed Martin F-22 Raptor
F-22 Raptor ((engelsk): rovfugl) er et amerikansk jagerfly med stealth-egenskaber bygget af Lockheed Martin og Boeing Integrated Defense Systems. Det blev oprindeligt bygget som et rent jagerfly, men er også udstyret til elektronisk krigsførelse og signalefterretning. Det blev sat i tjeneste i United States Air Force i december 2005 som F-22A og er omfattet af et eksportforbud. I alt 195 eksemplarer bygget, hvoraf 8 testfly, i perioden 1996 - 2011, sidste levering til USA's luftvåben 2012.
Flyet koster omkring 120 millioner US$ at producere pr. styk. I 1981 ønskede Pentagon at F-15 Eagles afløser skulle være en stealthjager. Projektet hed ATF (Advanced Tactical Fighter) og foruden YF-22 blev prototypen Northrop/McDonnell Douglas YF-23 også fremstillet. YF-23 var mere avanceret end YF-22 med V-hale, diamantformede vinger og varmeusynlige udstødningsrør. For at reducere omkostningerne valgte Pentagon dog den mindre avancerede og garanteret gennemførlige YF-22 i 1991. Begge prototyper skulle kunne anvende både Pratt & Whitney YF119- og General Electric YF120-motorerne. YF119 blev valgt da den var mindre avanceret modsat YF120 der skiftede mellem at være en turbofanmotor ved underlydshastighed og turbojetmotor ved overlydshastighed.
Første gang en F-22 Raptor krydsede datolinjen gik navigationscomputeren ned fordi den skulle lægge 24 timer til ved passagen.
F-22 Raptor blev erklæret operativ i 2007 og d. 23 september 2014 fik flyet sin kampdebut ved bombningerne af Islamisk stat.

## Operation Odyssey Dawn
NATO-fly udveksler informationer vha. Link-16, som F-22 kan modtage. Det ville kompromittere dets stealth-profil hvis den sendte på Link-16. F-22 kan kun medbringe to GPS-styrede 1.000 lbs (454 kg) bomber, sammenlignet med F-15E Strike Eagle, der kan medbringe 10 ton bomber. Libyens luftforsvar bestod af forældet udstyr, noget fra Sovjetunionens tid, så det var en svag modstander fra første dag. Hvis det havde drejet sig om en stærkere modstander som Iran eller Nordkorea, skulle F-22 eskortere de subsoniske B-2 Spirit stealth-bombefly. Af disse grunde er F-22 ikke involveret i Libyen.
F-22 og andre stealth-fly skal kommunikere vha. MADL (Multifunction Advanced Data-Link), der anvender en flad, fasekontrolleret antenne, der udsender en smal radiostråle, der er svær at opdage og jamme.